# Skolex

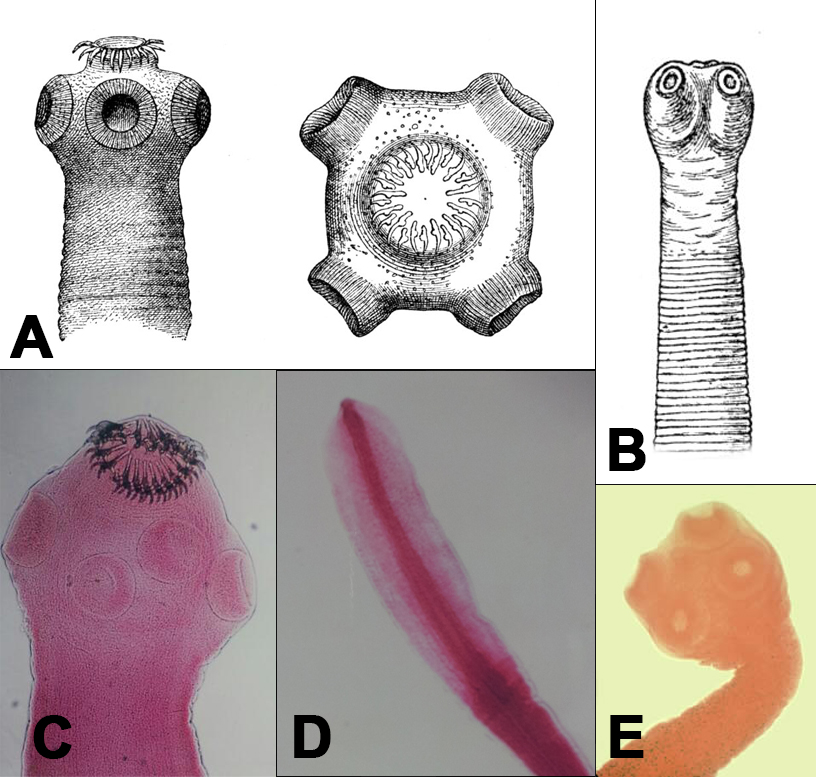
Příklady skolexů tasemnic

Skolex (také hlavička) je označení pro anatomickou část těla tasemnic. Jedná se o hlavový (přední) konec těla tasemnice. Vzhled, velikost a morfologie skolexu je druhově specifická. Skolex slouží k uchycení tasemnice ke sliznici střeva. Součástí skolexu jsou přichycovací orgány jako jsou kruhovité přísavky nebo podélné přísavné rýhy, háčky či vysouvatelné chobotky (rostelum). Ze skolexu vyrůstájí kaudálním směrem články (proglotidy) těla tasemnice.  
Během životního cyklu tasemnic se v cystě v mezihostiteli formují zárodky skolexů (tzv. protoskolexy). Jakmile se nezralý skolex dostane do střeva definitivního hostitele, aktivuje se, přichytí se ke sliznici střeva a dá vzniknout nové tasemnici. 